# Санакоєва Феня Іванівна
Феня Іванівна Санакоєва (1916?, село Джава, тепер Південна Осетія, Республіка Грузія — ?) — радянська діячка, доярка колгоспу імені Сталіна села Джава Джавського району Південно-Осетинської автономної області Грузинської РСР. Депутат Верховної ради СРСР 2-го скликання.

## Життєпис
Народилася в селянській родині. Закінчила сільську школу.
З початку 1930-х років — доярка колгоспу імені Сталіна села Джава Джавського району Південно-Осетинської автономної області Грузинської РСР. Досягала високих надоїв молока.
Подальша доля невідома.

## Нагороди
- медалі